# Charles Vandervaart
Charles Vandervaart (Toronto, 9 settembre 2000) è un attore canadese famoso per aver interpretato il ruolo di John Brackenreid nella serie I misteri di Murdoch, quello di Larry Stanley in The Stanley Dynamic e quello di Robbie Hobbie in Holly Hobbie.

## Biografia
Charles Vandervaart è nato il 9 settembre 2000 a Toronto, nell'Ontario, in Canada.
Ha esordito come attore recitando, non accreditato, nel 2010 nel film televisivo Patricia Cornwell - A rischio. In quello stesso anno ha recitato anche in un altro film televisivo, Camp Rock 2: The Final Jam.
Vandervaart ha recitato in molte serie televisive tra le quali Bomb Girls, Reign, Private Eyes e Lost in Space. Ma i suoi ruoli più celebri sono stati sicuramente quelli interpretati nelle serie I misteri di Murdoch, The Stanley Dynamic e Holly Hobbie.
Per il grande schermo ha recitato nei film Ogni giorno (2018) ed Il rito delle streghe (2020).

### Vita privata
Oltre ad essere un attore Charles Vandervaart è anche un atleta affermato che pratica numerosi sport, tra cui l'hockey, arrampicata su roccia, basket, calcio, nuoto, kayak, vela, corsa campestre e triathlon.

## Filmografia

### Cinema
- Miskate, regia di Divya D'Souza - cortometraggio (2012)
- Ogni giorno (Every Day), regia di Michael Sucsy (2018)
- Il rito delle streghe (The Craft: Legacy), regia di Zoe Lister-Jones (2020)

### Televisione
- Patricia Cornwell - A rischio (At Risk), regia di Tom McLoughlin – film TV (2010) Non accreditato
- Camp Rock 2: The Final Jam, regia di Paul Hoen – film TV (2010)
- Bomb Girls – serie TV, 1 episodio (2012)
- The L.A. Complex – serie TV, 1 episodio (2012)
- Port Hope, regia di Stefan Scaini – film TV (2013)
- I misteri di Murdoch (Murdoch Mysteries) – serie TV, 21 episodi (2013-2019)
- The Stanley Dynamic – serie TV, 52 episodi (2014-2017)
- Reign – serie TV, 1 episodio (2015)
- Private Eyes – serie TV, 1 episodio (2017)
- Holly Hobbie – serie TV, 20 episodi (2018-2019)
- October Faction – serie TV, 7 episodi (2020)
- Lost in Space – serie TV, 1 episodio (2021)
- Outlander – serie TV (2023)

## Doppiatore
- Wild Kratts – serie animata, 1 episodio (2013)
- Babar e le avventure di Badou (Babar: Les Aventures de Badou) – serie animata, 1 episodio (2013)
- PAW Patrol - La squadra dei cuccioli (PAW Patrol) – serie animata, 3 episodi (2018)

## Riconoscimenti
- 2016 – Young Entertainer Awards
  - Nomination Miglior giovane attore – Serie televisive per The Stanley Dynamic

- 2017 – Young Entertainer Awards
  - Nomination Miglior giovane attore – Serie televisive per The Stanley Dynamic
  - Nomination Miglior giovane attore ricorrente – Serie televisive per I misteri di Murdoch

- 2018 – Young Entertainer Awards
  - Nomination Miglior giovane attore ricorrente – Serie televisive per I misteri di Murdoch
  - Nomination Miglior giovane attore – Serie televisive per The Stanley Dynamic

## Doppiatori italiani
Nelle versioni in italiano delle opere in cui ha recitato, Charles Vandervaart è stato doppiato da:
- Manuel Meli in Private Eyes
- Niccolò Guidi in Ogni giorno
- Federico Campaiola in Lost in Space
- Flavio Aquilone in Outlander